# Sandra Murray
Sandra Murray (...) è un'ex cestista statunitense.
Ha giocato al Basket Parma ed è stata la straniera di Coppa Ronchetti della Polenghi Priolo, nel 1986-'87.

## Statistiche
Statistiche aggiornate al 30 giugno 1987
| Stagione        | Squadra         | Campionato      | Campionato | Campionato | Coppe continentali | Coppe continentali | Coppe continentali | Totale | Totale |
| Stagione        | Squadra         | Comp            | Pres       | Punti      | Comp               | Pres               | Punti              | Pres   | Punti  |
| --------------- | --------------- | --------------- | ---------- | ---------- | ------------------ | ------------------ | ------------------ | ------ | ------ |
| 1981-1982       | Basket Parma    | A1              | 23         | 451        | -                  | -                  | -                  | 23     | 451    |
| 1986-1987       | Trogylos Priolo | A1              | -          | -          | CR                 | 3                  | 29                 | 3      | 29     |
| Totale carriera | Totale carriera | Totale carriera | 23         | 451        |                    | 3                  | 29                 | 26     | 380    |